# Горбачево-Михайлівка
Горбаче́во-Миха́йлівка — селище Донецької міської громади Донецького району Донецької області, Україна. Розташоване на місці злиття річок Кальміус та Грузької за 22 км від Донецька та за 2 км від станції Менчугове.

## Населення

### Мова
Розподіл населення за рідною мовою за даними перепису 2001 року:
| Мова            | Кількість | Відсоток |
| --------------- | --------- | -------- |
| російська       | 435       | 52.47%   |
| українська      | 393       | 47.41%   |
| інші/не вказали | 1         | 0.12%    |
| Усього          | 829       | 100%     |

За даними перепису 2001 року населення селища становило 829 осіб, із них 47,41 % зазначили рідною мову українську, 52,47 % — російську.
| Рік             | 1859 | 1873 | 1915 | 1926 | 1989 | 2001 | 2011 |
| Населення, осіб | 154  | 432  | 390  | 409  | 1176 | 828  | 935  |

## Географія
Село Горбачево-Михайлівка розташоване на лівому березі річки Кальміусу, біля впадіння в нього лівої притоки — річки Грузької. Поряд з селом в річку Грузьку впадає річка балки Кислича.

## Адміністративна приналежність
У 1915 році селище Горбачево-Михайлівське відносилося до Троїцько-Харцизької волості Області Війська донського.
За радянщини воно спочатку відносилося до Горбачево-Михайлівської сільради Макиївського району Сталінської округи.
27 вересня 1958 року було ліквідовано Горбачево-Михайлівську сільську Раду Харцизького району і передано її населені пункти — села Горбачево-Михайлівка, Гришки, Долінтерове, Кам'янка, Нижні Бірюки, Октябрське, Темрюк у підпорядкування Моспинській міській раді, яка в цей час перйшла з Харцизького району до Сталінської (тепер — Донецької) міської Ради. 9 липня 1959 року село Горбачево-Михайлівка було віднесено до категорії робітничих селищ, тобто селищ міського типу.

## Історія
До 1746 року землі, на яких розташоване село Горбачево-Михайлівка, належали Війську Запорізькому Низовому, однак царською владою ці території були відібрані у Війська Запорізького й передані Війську донському. Кордон між військами було прокладено по річці Кальміусу. Керівництво Області Війська донського згодом почало роздавати ці землі у власність своїй старшині.
В середині 18 століття царська влада надала 2183 десятини землі на лівому березі річки Кальміусу біля впадіння в нього річки Грузької, лівої притоки, тобто на самомому кордоні Області Війська донського, представнику донських козаків Михайлу Горбачеву. Наприкінці 18 століття на цих землях його син Василь Горбачев побудував маєток, навколо якого виникло село. На карті земель Війська донського 1797 року на місці сучасної Горбачево-Михайлівки вже показано село Горбачев, при цьому неподалік від нього показано ще одне з тією самою назвою. Друге, сусіднє, село Горбачев належало вдові іншого Горбачева, колезького асесора. Точна дата заснування села Горбачево-Михайлівки невідома. І. Сулін у дослідженні про заселення населених пунктів Області Війська донського, виданому у 1905 році, пише, що селище Горбачев (Михайлівський) «значилося на карті, складеній 1806 року, але точних відомостей про час заселення його немає».
На правому березі річки Грузької вздовж балки Кисличої були землі Рутченко Евдокії, жінки Горбачева. Пізніше ці землі були продані Грекову, що й раніше був їхнім сусідом. Греков побудував будинок й посадив садок біля впадіння балки Кисличої у річку Грузьку. Це місце, поросле деревами, й зараз називається «Греків сад».
В. Горбачев побудував великий поміщицький будинок біля Кальміусу. На подвір'ї були комори, стайня, погреби, льодовня. В селі було розвинене вівчарство. Овець продавали у Таганрог й Харків.
У 1859 році у власницькому селищі Горбачев Михайлівський налічувалося 31 подвір'я, тут проживало 134 особи. За переписом 1873 року, у селищі Горбачев-Михайлов було 59 подвір'їв, населення складало 432 особи, з яких 218 чоловіків, 214 жінок, в господарствах було 8 плугів, 17 коней, 28 пар волів, 62 голови іншої рогатої худоби, 300 простих овець.
За переписом населення 1897 року у селещі Горбачев було 43 подвір'я.
У 1895 році біля села побудували залізницю до Іловайська і Макіївки. Вона була прокладена по землях Грекових.
7 (20) листопада 1917 року, відповідно до Третього Універсалу Української Центральної Ради, увійшло до складу Української Народної Республіки.
У ході воєнних дій 1918–20 років влада неодноразово змінювалася. Після встановлення радянської влади, деякі нащадки поміщиків Горбачевих залишилися в селі, тоді як їхній сусід Греков емігрував у Канаду. [джерело?]
Селище постраждало внаслідок геноциду українського народу, вчиненого урядом СССР у 1932—1933 роках, кількість встановлених жертв — 50 людей.
Під час Другої світової війни село з 21 жовтня 1941 року до 6 вересня 1943 року перебувало під німецькою окупацією. Під час визволення селища загинуло 55 радянських воїнів.
У 1954 році за 2 км від Горбачево-Михайлівки почалося будівництво Старобешівської ДРЕС. Тоді було побудовано залізничну гілку від станції Менчугове до селища Новий Світ. Через колишній маєток Горбачевих було зроблено насип, що проліг майже впритул до колишніх будинків Василя та Гаврили Горбачевих. Від 1959 Горбачево-Михайлівці надано статус селища міського типу.
Наприкінці 1980-х — початку 1990-х років неподалік від Горбачево-Михайлівки вздовж балки Кисличої почали роздавати ділянки полів під дачі. У першій половині 1990-х років біля села для дачників було відкрито зупинний пункт 39 км, де зупиняється дизельний поїзд Ясинувата — Іловайськ.
2014 року у Горбачево-Михайлівці проросійські бойовики так званої "ДНР" закатували і розстріляли шістнадцятирічного воротаря футбольного клубу «Авангард» (Краматорськ) Степана Чубенка. 

## Пам'ятки історії

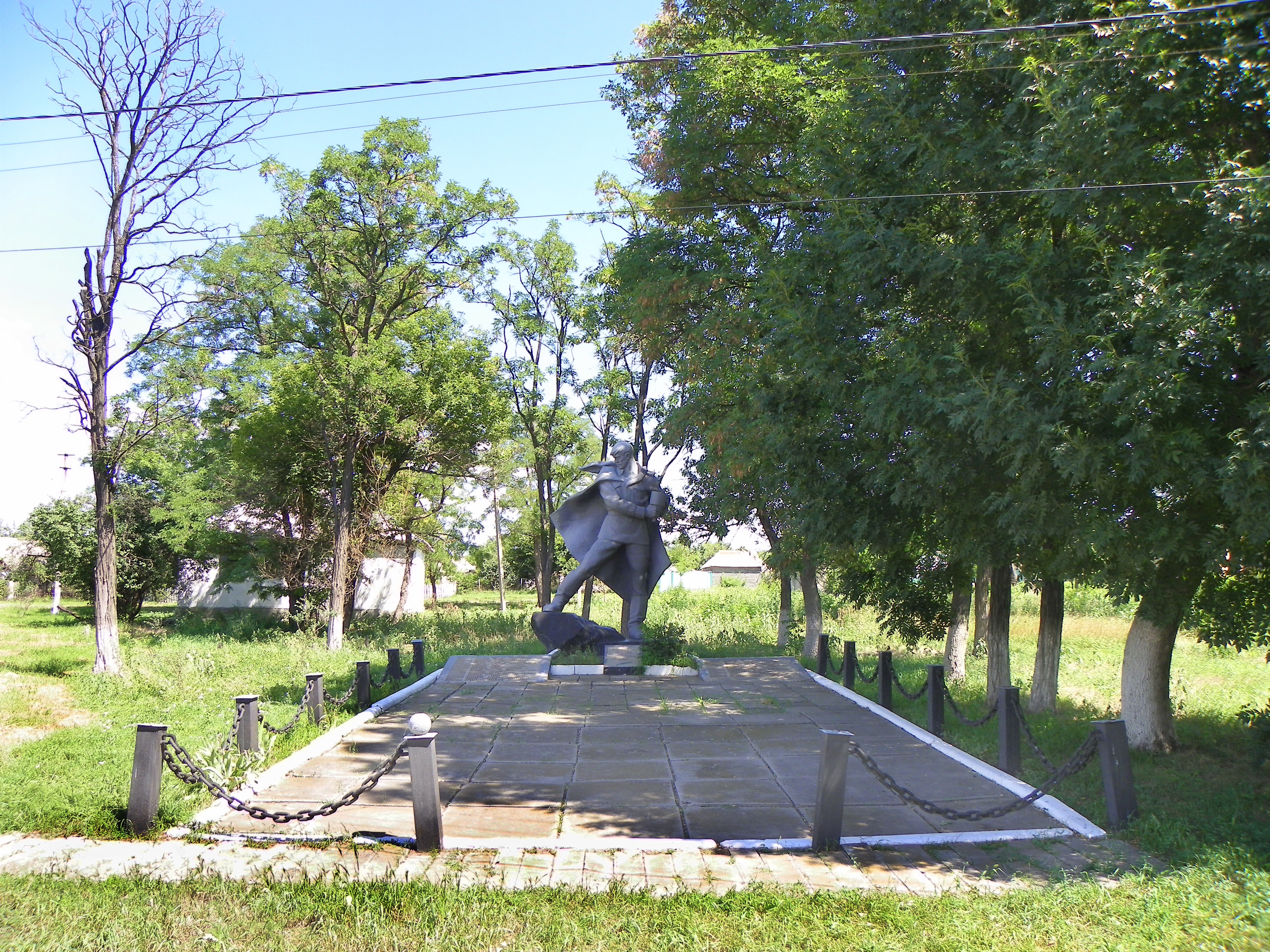
Пам'ятник радянським воїнам, що загинули у боях за Моспине й околиці.

У 1920 році в селищі на кладовищі було встановлено пам'ятник на місці поховання солдат Червоної армії, яких було поховано тут у 1919 році. Місце пам'ятника — вулиця Колгоспна, 27, кладовище. У 1957 році на місці братської могили радянських воїнів, що загинули у боях за Моспине й околиці під час Другої світової війни у 1943 році, також було встановлено пам'ятник. Місце пам'ятника — вулиця Клубна, № 5. Пам'ятник було споруджено навпроти клубу, що знаходився у будинку поміщика Горбачева. Як за радянщини, так й у пострадянський час обидва пам'ятники перебували під охороною держави.
Поблизу селища розташовано 5 стародавніх курганних насипів доби бронзи.

## Уродженці
- Мартиненко Анатолій Олексійович — Герой Соціалістичної Праці (1971), повний кавалер ордена Слави (1945, 1945, 1946).